# Joe Whitney (Eishockeyspieler)
Joseph „Joe“ Ryan Whitney (* 6. Februar 1988 in Reading, Massachusetts) ist ein ehemaliger US-amerikanischer Eishockeyspieler, der im Verlauf seiner aktiven Karriere zwischen 2007 und 2022 unter anderem fünf Spiele für die New Jersey Devils in der National Hockey League (NHL) bestritten hat. Der Flügelstürmer spielte außerdem mehrere Jahre in der American Hockey League (AHL), Svenska Hockeyligan (SHL) und für die Iserlohn Roosters in der Deutschen Eishockey Liga (DEL).

## Karriere
Von der Lawrence Academy wechselte Joe Whitney im Sommer 2007 für ein Studium an das Boston College, für dessen Eishockeyteam, die Eagles, er in den folgenden vier Jahren im Spielbetrieb der National Collegiate Athletic Association (NCAA) antrat. Schon in seiner ersten Saison fiel er durch eine hohe Punktausbeute auf: In der Geschichte des Boston College erzielte nur Ken Hodge junior als Neuling mehr Vorlagen in einer Saison als Whitney (40). Damit trug er dazu bei, dass seine Mannschaft nicht nur die Lamoriello Trophy als Meister der Hockey East, sondern auch den Gesamttitel in der NCAA gewann. In der Spielzeit 2008/09 wurde er für einige Spiele als Verteidiger eingesetzt, sodass er deutlich weniger Scorerpunkte erzielte. In der Saison 2009/10 konnte er seinen Punkteschnitt wieder auf mehr als einen Punkt pro Spiel steigern. In der Post Season führte er seine Mannschaft mit 14 Punkten aus acht Spielen als Topscorer abermals zum Gewinn der Lamoriello-Trophy und der NCAA-Meisterschaft. In seinem letzten Jahr am College war er Mannschaftskapitän der Eagles, mit denen er zum dritten Mal die Lamoriello Trophy gewann.
Nachdem er zum Ende der Saison 2010/11 bereits ein Spiel für die Portland Pirates in der American Hockey League (AHL) absolviert hatte, wurde Whitney im Sommer 2011 von den Albany Devils, dem Farmteam der New Jersey Devils aus der National Hockey League (NHL), verpflichtet. Der Stürmer blieb vier Jahre lang in der Franchise der Devils. In den ersten beiden Spielzeiten war er jeweils der Topscorer des AHL-Teams. Dennoch dauerte es bis Anfang 2014, ehe er zum ersten Mal in den NHL-Kader berufen wurde. Bei seinem NHL-Debüt am 24. Januar gegen die Washington Capitals spielte er in einer Reihe mit Travis Zajac und Jaromír Jágr. Er erhielt er acht Minuten Eiszeit, konnte sich dabei aber nicht für weitere Einsätze in der NHL empfehlen. Ende Dezember 2014 absolvierte er zwei weitere Partien für New Jersey und erzielte dabei einen Treffer. Mitte Januar 2015 kam er dann noch zweimal in der NHL zum Einsatz.
Nach Saisonende verließ Whitney die Devils. In den folgenden drei Jahren lief er für fünf unterschiedliche Mannschaften in der AHL auf. Zunächst wurde er von den New York Islanders unter Vertrag genommen, die ihn bei ihrem Farmteam, den Bridgeport Sound Tigers, einsetzten. Im Sommer 2016 unterschrieb er einen Zwei-Wege-Vertrag bei der Colorado Avalanche, wo er allerdings ebenfalls keine weiteren Einsatzzeiten in der NHL erhielt, sondern für San Antonio Rampage spielte. Im März 2017 kam er im Tausch mit Brendan Ranford zu den Tucson Roadrunners aus der Organisation der Arizona Coyotes. Die Saison 2017/18 verbrachte er beim Hartford Wolf Pack und den Hershey Bears. In San Antonio und Hartford war er Mannschaftskapitän.
Anschließend entschied sich Whitney für einen Wechsel nach Europa. Er unterzeichnete im Juli 2018 einen Zwei-Jahres-Vertrag beim Linköping HC aus der Svenska Hockeyligan. Zu der aufgrund der COVID-19-Pandemie verspätet begonnenen Saison 2020/21 wurde er von den Iserlohn Roosters aus der Deutschen Eishockey Liga (DEL) verpflichtet. In 37 Ligaspielen erzielte er 21 Tore und 24 Vorlagen und beendete die Saison damit als Topscorer der DEL beendete. Sein Vertrag in Iserlohn wurde daraufhin um zwei Jahre verlängert, ein Jahr später dann aber aufgelöst, weil Whitney aus privaten Gründen seine Eishockeykarriere beendete.

## Erfolge und Auszeichnungen
| - 2008 Lamoriello-Trophy-Gewinn mit dem Boston College - 2008 NCAA-Division-I-Championship mit dem Boston College - 2008 Bester Vorlagengeber der NCAA - 2008 Hockey East All-Rookie-Team - 2010 Lamoriello-Trophy-Gewinn mit dem Boston College - 2010 NCAA-Division-I-Championship mit dem Boston College | - 2011 Lamoriello-Trophy-Gewinn mit dem Boston College - 2014 Teilnahme am AHL All-Star Classic - 2015 Teilnahme am AHL All-Star Classic - 2016 Teilnahme am AHL All-Star Classic - 2021 Topscorer der DEL-Hauptrunde |

## Karrierestatistik
(Legende zur Spielerstatistik: Sp oder GP = absolvierte Spiele; T oder G = erzielte Tore; V oder A = erzielte Assists; Pkt oder Pts = erzielte Scorerpunkte; SM oder PIM = erhaltene Strafminuten; +/− = Plus/Minus-Bilanz; PP = erzielte Überzahltore; SH = erzielte Unterzahltore; GW = erzielte Siegtore; 1 Play-downs/Relegation; Kursiv: Statistik nicht vollständig)

## Familie
Mit seinem jüngeren Bruder Steve Whitney spielte Joe Whitney am Boston College und bei den Iserlohn Roosters in einer Mannschaft. Mit Tyler Whitney erhielt ein weiterer Bruder nach seiner College-Zeit einen Probevertrag bei den South Carolina Stingrays aus der ECHL, entschied sich dann aber gegen eine Profikarriere.